# Meinrad Scheller
Meinrad Scheller (* 17. Mai 1921 in Zürich; † 24. April 1991) war ein Schweizer Indogermanist.

## Leben
Er studierte in Zürich bei Manu Leumann, Julius Pokorny und Ernst Risch und zeitweise auch in Paris. Nach der Promotion zum Dr. phil. in Zürich 1948 und Habilitation ebenda 1959 war er ab 1963 Professor in Freiburg im Üechtland, 1968–1975 Professor in München und ab 1975 Professor für Allgemeine Sprachwissenschaft in Zürich (noch bis Ende der 1980er Jahre). Seine Interessen umfassten auch Griechisch, Sanskrit und Hindi.

## Schriften (Auswahl)
- Die Oxytonierung der griechischen Substantiva auf -iā. Zürich 1951, OCLC 459409598.
- Vedisch priyá und die Wortsippe frei, freien, Freund. Eine bedeutungsgeschichtliche Studie. Göttingen 1959.